# پاسکوالکبو
پاسکوالکبو دهستانی در استان آبیلای اسپانیا است.
در این دهستان ۴۷ نفر زندگی می‌کنند. مساحت این دهستان ۱۶٫۱۰ کیلومتر مربع است.